# Credit Lyonnais Building
Credit Lyonnais Building (nebo také Calyon Building) je kancelářský mrakodrap v newyorské čtvrti Manhattan. Má 45 podlaží a výšku 185,6 metrů. Byl dokončen v roce 1964 podle projektu společnosti Shreve, Lamb & Harmon Associates.